# Anna Rosina de Gasc
Pour les articles homonymes, voir Gasc.
Anna Rosina de Gasc (née le 10 juillet 1713, morte le 26 mars 1783) est une peintre allemande de portraits.

## Biographie
Anna Rosina Lisiewski est née à Berlin dans une famille noble d'origine polonaise. Son père Georg Lisiewski (de) (1674–1751) lui apprend la peinture, ainsi qu'à sa jeune sœur Anna Dorothea (1721–1782) et à son frère Christoph Friedrich (de) (1725–1794). Elle étudie par la suite avec le français Antoine Pesne. En 1757 elle est nommée peintre de la cour par Frédéric-Auguste d'Anhalt-Zerbst. Pendant 10 ans elle peint de nombreux portraits. En 1741 elle s'était mariée avec le peintre David Matthieu (de) (1697–1755). Après la mort de celui-ci, elle se marie en 1760 avec Louis de Gasc de qui elle a deux enfants. Elle meurt à Dresde en 1783.

## Galerie

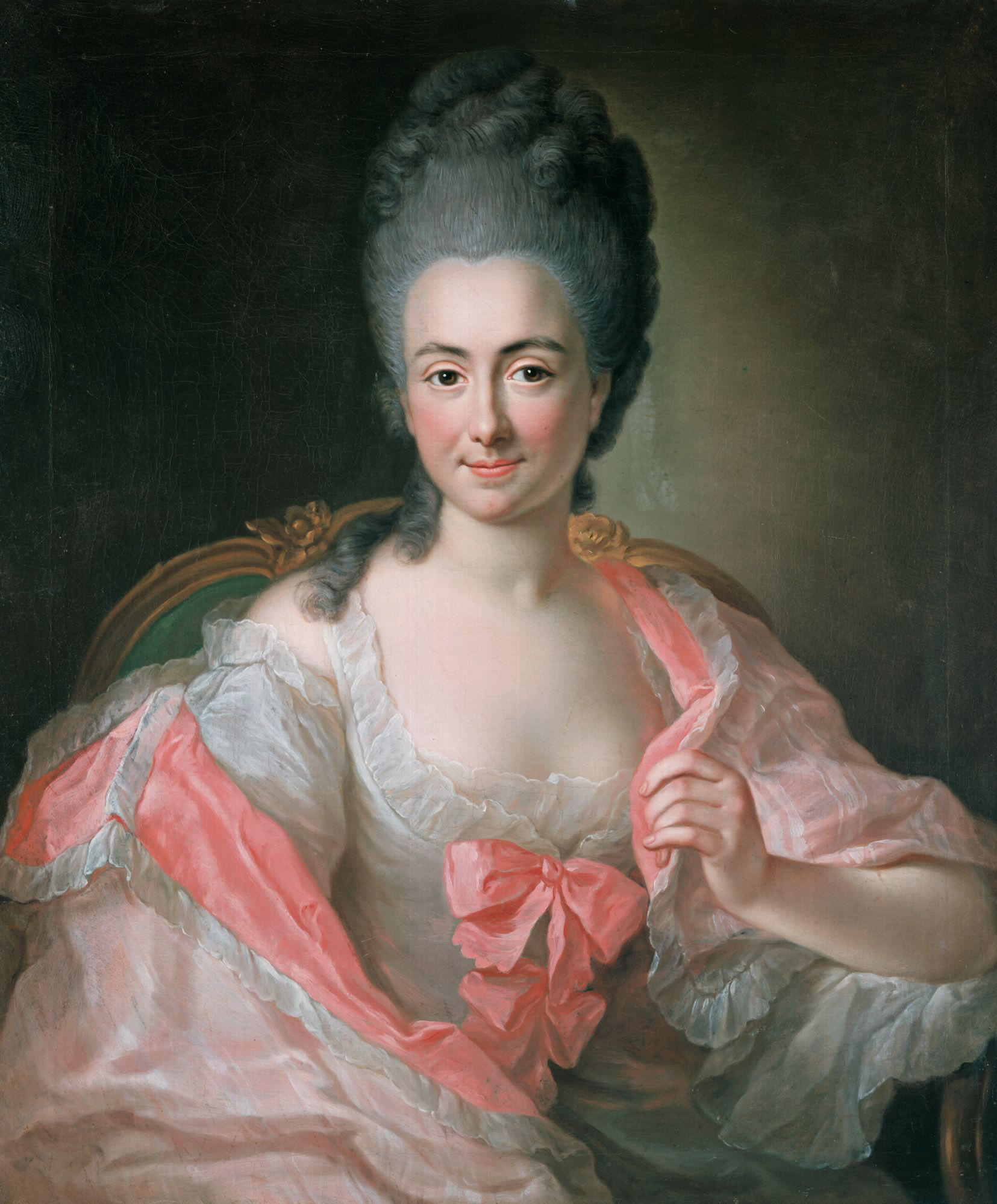
Portrait de Maria Antonia Branconi (en)
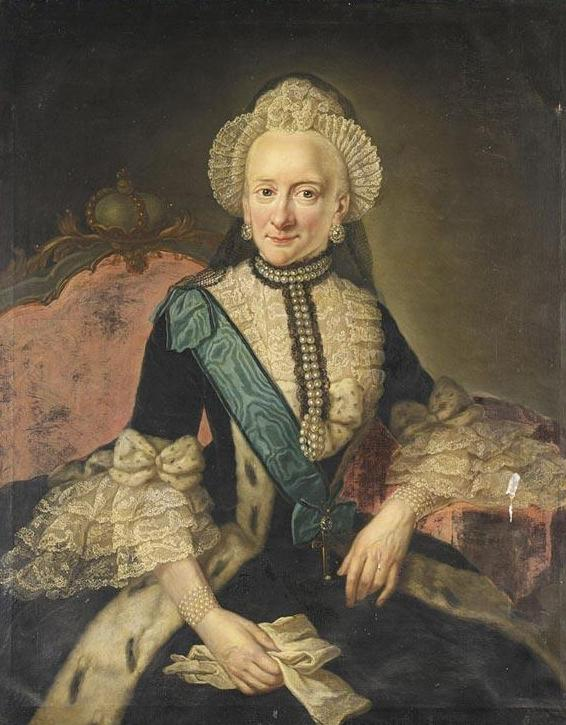
Portrait de la Princesse-Abbesse Therese de Gandersheim
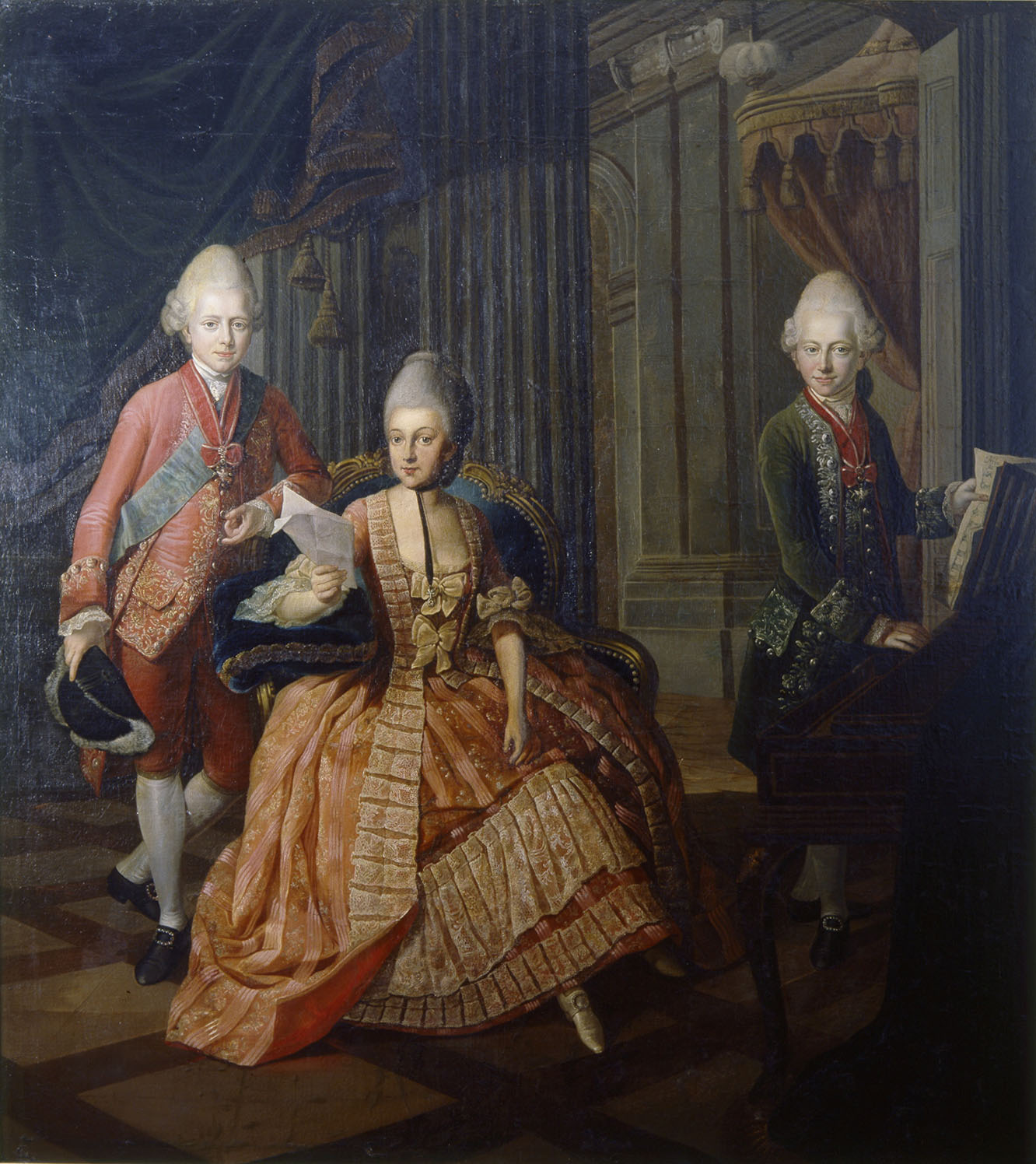
La Duchesse Anna Amalia, le Prince Karl August et le Prince Frédéric-Ferdinand-Constantin de Saxe-Weimar-Eisenach
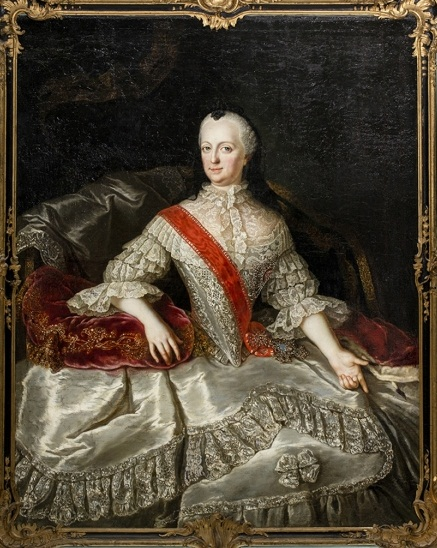
Johanna Elisabeth de Schleswig-Holstein-Gottorf, ultérieurement Princesse d'Anhalt-Zerbst
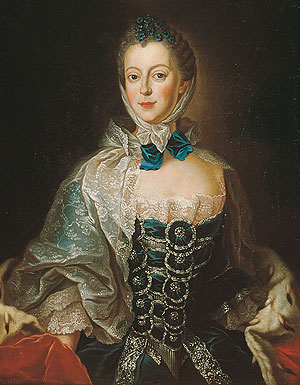
Elisabeth Friederike Sophie de Brandenburg-Bayreuth
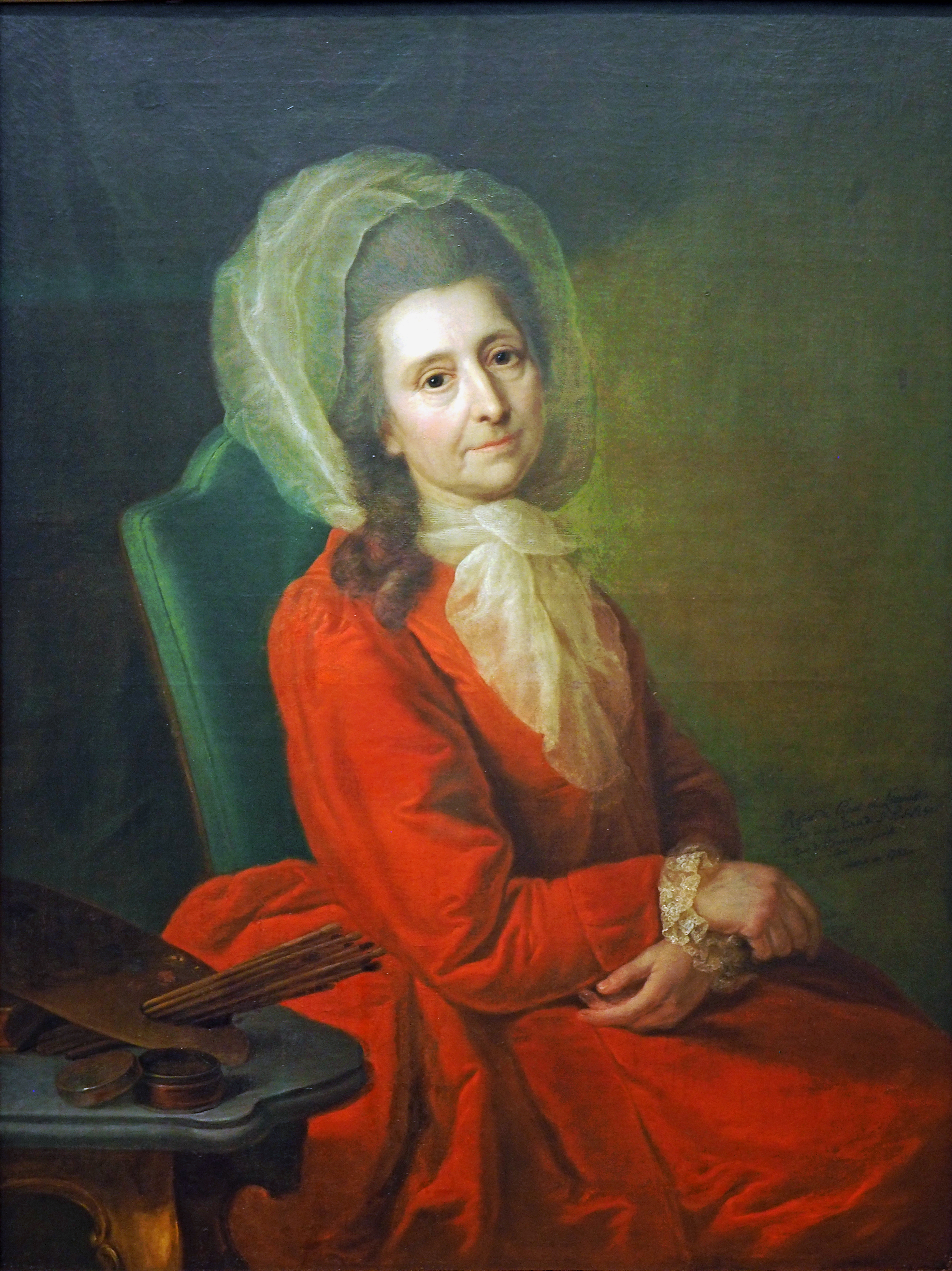
Autoportrait, 1782 (Hanovre, Niedersächsisches Landesmuseum)